# Trasmissione di energia elettrica

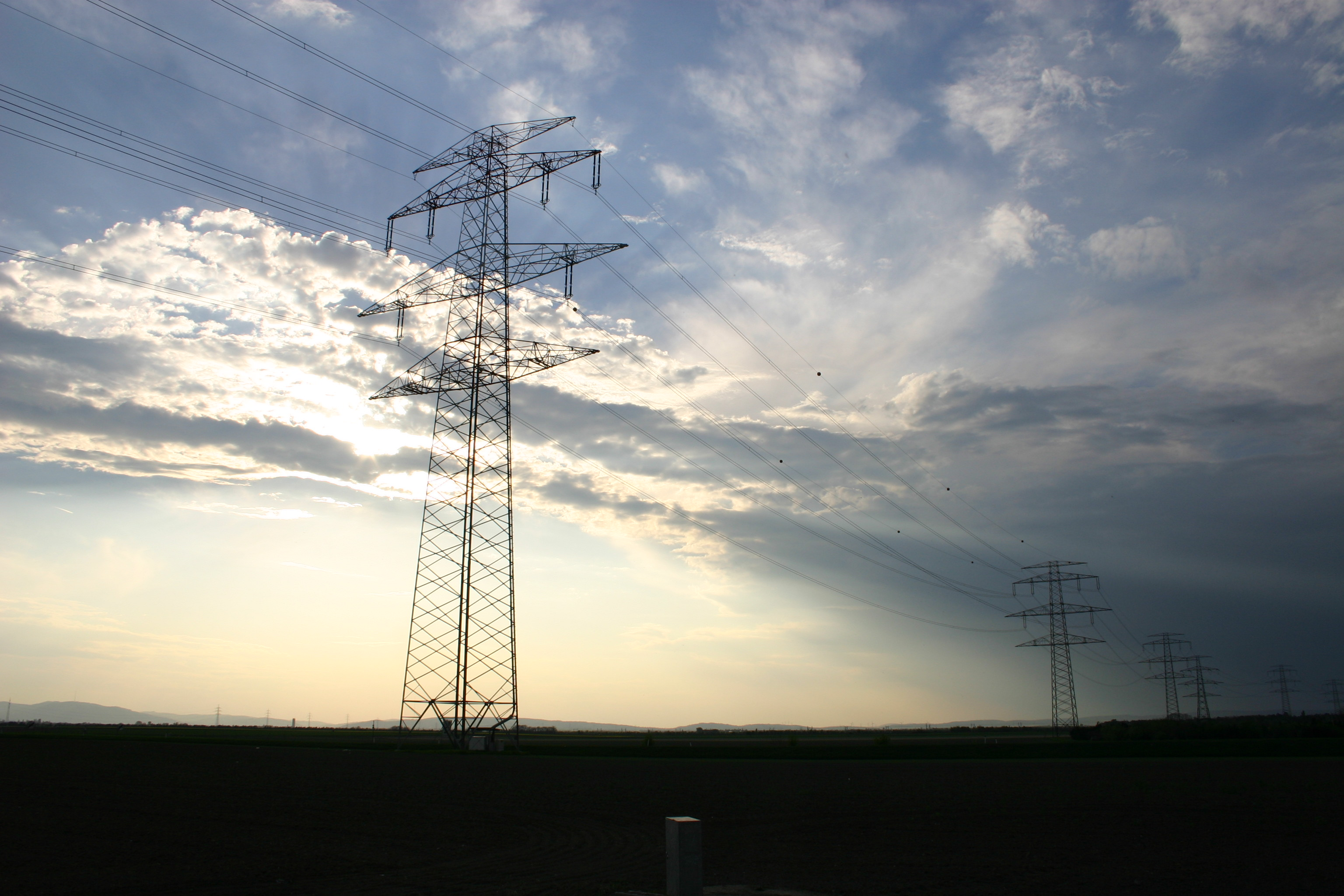
Una linea di trasmissione ad alta tensione su tralicci metallici

In ingegneria elettrica la trasmissione di energia elettrica è il passaggio intermedio tra la produzione e la distribuzione agli utilizzatori dell'energia elettrica, attuata con l'appoggio ad un'infrastruttura di rete qual è la rete di trasmissione elettrica a grande distanza ed alta tensione, gestita e sviluppata a livello nazionale dal rispettivo operatore del sistema di trasmissione.
Le linee a media e bassa tensione fanno invece parte della rete di distribuzione. Tale rete di trasmissione comprende, oltre agli elettrodotti operanti a tensioni di centinaia di migliaia di volt in corrente alternata o continua, altri sottosistemi o componenti quali interruttori, trasformatori e strumenti di misura per operazioni di controllo e gestione.
Tale modalità di trasporto ad alta tensione è più efficiente ovvero con meno sprechi per dissipazione da effetto Joule rispetto al trasporto a più basse tensioni. Si interfaccia con quella di distribuzione tramite cabine elettriche primarie di trasformazione da alta o altissima tensione a media tensione. Si tratta di un'infrastruttura critica, al pari di reti di telecomunicazioni, che ha bisogno di manutenzione costante e forme di protezione e tolleranza ai guasti per incrementarne l'affidabilità.

## Storia
La prima

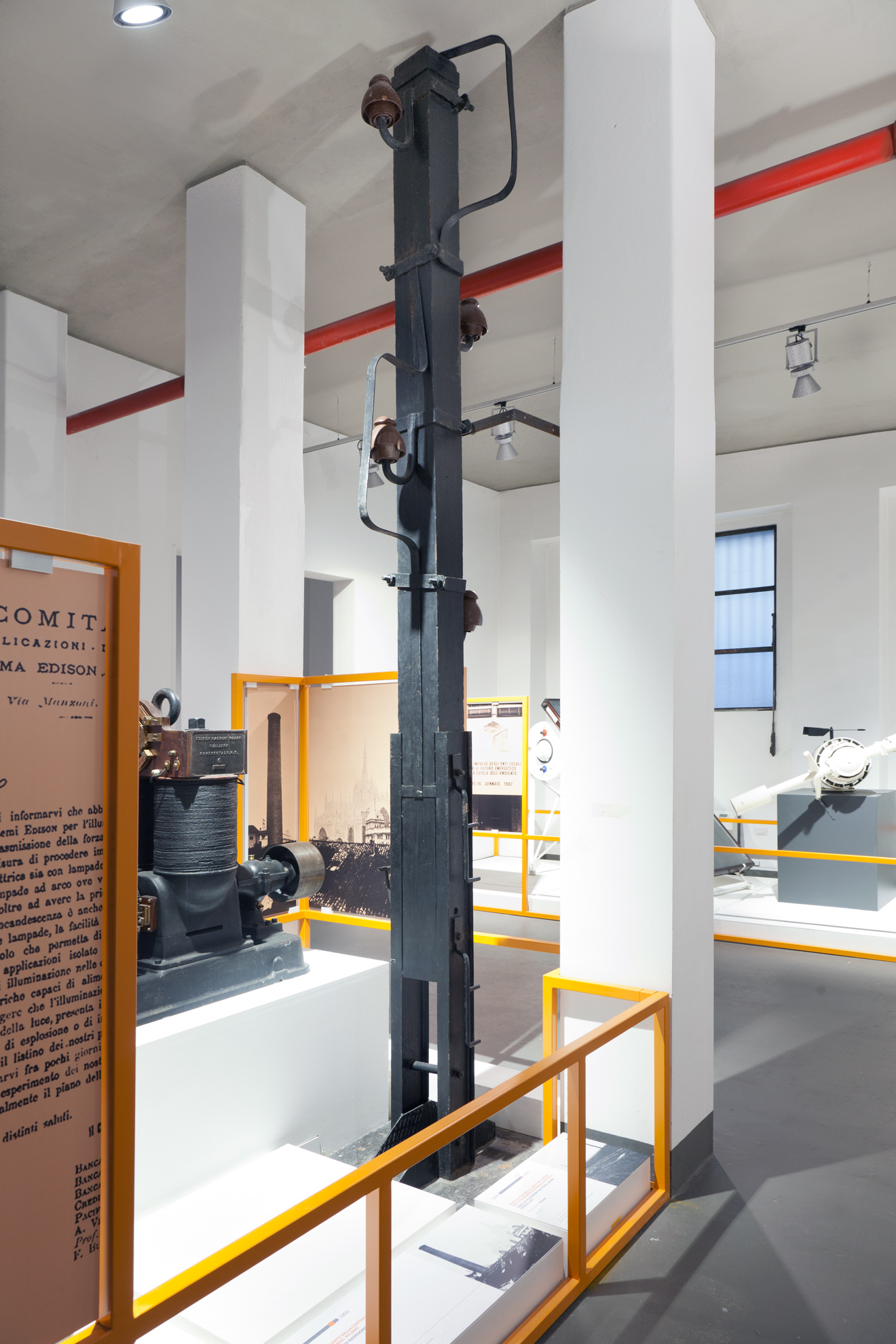
Palo della linea elettrica Roma-Tivoli esposto al Museo della scienza e della tecnologia Leonardo da Vinci di Milano.

trasmissione di energia elettrica in corrente continua avvenne nel 1882 fra un motore a vapore situato a Miesbach e il palazzo di vetro di Monaco di Baviera (a 57 chilometri di distanza), dove si svolgeva una mostra di elettricità. La tensione elettrica usata era di 2.000 V. Solo 2,5 kilowatt di potenza (con corrente di 1,25 Ampere: I = P / V) furono trasmessi, e furono utilizzati per far funzionare una cascata artificiale. Il sistema era stato progettato da Oskar von Miller e da Marcel Deprez. Per trasportare l'energia fu utilizzato un cavo telegrafico, che si ruppe dopo pochi giorni.
Negli anni seguenti Deprez installò una linea ove viaggiava corrente continua lunga 112 chilometri fra Creil e Parigi, a una tensione di 6.000 V.
Per illuminare Portland, Oregon, nel 1890 la Westinghouse Electric costruì la centrale elettrica di Willamette, a 20 km di distanza dalla città, e conseguentemente installò il primo elettrodotto a lunga distanza, che copriva i 20 chilometri dalla cascata di Willamette a Portland. Si trattava di una linea a corrente alternata a una tensione di 4.000 volt che arrivava in città, dove un sistema di trasformatori riduceva la tensione a 100 volt, utilizzabili per l'illuminazione.
Nel luglio 1892 fu inaugurata la linea Roma-Tivoli, prima linea di trasmissione industriale di energia elettrica su lunga distanza (monofase) in Italia, lunga 28 km, progettata dal professor Guglielmo Mengarini. L'energia giungeva a Roma dopo essere stata generata a Tivoli, all'interno della centrale idroelettrica dell'Acquoria sul fiume Aniene. La messa in funzione è ricordata da una lapide all'ingresso della sede storica della Facoltà di Ingegneria La Sapienza di Roma.

### La linea sperimentale di Francoforte
La prima linea (sperimentale) di trasmissione trifase (tra i sistemi polifase il sistema trifase, a parità di peso di rame, presenta le minori perdite per effetto Joule) in media tensione fu installata nel 1891 in occasione della mostra internazionale sull'elettricità di Francoforte sul Meno. Tale esempio aveva la finalità di documentare l'efficacia delle intuizioni di Galileo Ferraris e proveniva da Lauffen am Neckar, con una lunghezza di 177 km e una tensione di 15÷25 kV (15 000 ÷ 25 000 volt). La linea mostrò un'efficienza del 77%. L'impianto era stato costruito dall'ingegnere svizzero Charles Eugene Lancelot Brown della Maschinenfabrik Oerlikon, insieme alla AEG.

### La centrale di Cossogno
Contemporaneamente era in costruzione l'officina idroelettrica di Cossogno, progettata da Carlo Sutermeister e collaudata nel 1892. Questo impianto rappresentava il primo esempio di produzione di corrente alternata con consumo in una località diversa da quella dell'impianto di generazione e va distinto dall'impianto di produzione di corrente continua utilizzato da Edison in epoche anche precedenti, che si dimostrò antieconomico e dispersivo. Per la trasformazione del flusso idraulico in energia vennero installati quattro motori asincroni della ditta Ganz di Budapest. Nel 1894 tale iniziativa assunse notevole importanza commerciale, poiché l'energia prodotta venne anche dedicata ad altri opifici della zona che si erano "consorziati" allo scopo con la Carlo Sutermeister & C. - s.a.. Anche i comuni di Intra e Pallanza aderirono al consorzio, per l'illuminazione della viabilità. Quindi il primo elettrodotto commerciale a corrente alternata è italiano ed è tuttora funzionante: fu realizzato tra Cossogno ed Intra nel 1892 dall'imprenditore Carlo Sutermeister per egida del professor Galileo Ferraris, ed asserviva i filatoi della Carlo Sutermeister.

### I grandi impianti
Per assistere alla realizzazione di un grande impianto bisognerà attendere il 1896 quando la società Westinghouse negli Stati Uniti per collegare la centrale installata alle cascate del Niagara con la città di Buffalo (New York), distante 32 km. Fu un successo totale che pose fine alla guerra delle correnti e impose universalmente la corrente trifase come mezzo di trasporto dell'energia elettrica, più adatto sulle lunghe distanze.
In origine i fili erano sostenuti da singoli isolanti in porcellana simili a quelli usati nelle linee del telegrafo e del telefono, imponendo un limite di 40 kV.
Notevoli approfondimenti scientifici sulle linee elettriche si devono agli studi di Rinaldo Ferrini. I lavori di questo ingegnere, che si divise tra Milano, Suna e Locarno, sono raccolti in un volume pubblicato nel 1882 dall'editore Dumolard (Milano). Di notevole interesse sono le pubblicazioni seguite alle cinque pubbliche conferenze, sulla illuminazione elettrica, tenute nel Museo Industriale Italiano di Torino nel 1879 da Galileo Ferraris e Rinaldo Ferrini. È doveroso rammentare che il R. Ferrini, per le collaborazioni instaurate con G. Ferraris, si occupò personalmente dell'avviamento e della conduzione della centrale di Cossogno; affiancando il C. Sutermeister e successori per oltre un secolo, con i propri discendenti sino al 2001: quando l'ultimo Ferrini (l. Umberto), si produsse nella formazione dei tecnici offerti dall'odierna proprietà.
Cronistoria:
- Nel 1907 fu inventato l'isolatore composto (usato oggigiorno) da parte di H. W. Buck della società di gestione della centrale di Niagara e E. M. Hewlett della General Electric. Con questo sistema fu possibile costruire isolanti di lunghezza arbitraria per fare fronte a qualunque tensione.
- In Italia la realizzazione di elettrodotti ebbe forte impulso all'inizio del XX secolo. Nel 1900 la città di Milano contava 180 km di linee elettriche, di cui 80 in alta tensione.
- Nel 1912 fu realizzata la prima linea trifase a 110 kV tra Lauchhammer e Riesa.
- Il 17 aprile 1929 fu inaugurata la prima linea a 220 kV in Germania tra Brauweiler (vicino a Colonia) via Kelsterbach (presso Francoforte) fino all'Austria. I piloni di questa linea furono progettati tenendo conto di un eventuale incremento a 380 kV.
- La prima linea a 380 kV fu attivata il 5 ottobre 1957 tra le stazioni di Rommerskirchen e Ludwigsburg/Hoheneck.
- Nel 1967 fu installata in Quebec una linea a 735 kV.
- In Unione Sovietica fu attivato nel 1982 un elettrodotto da 1.200 kV (1,2 MV).
- In Italia, a Suvereto, è stato energizzato nel 1995 un impianto sperimentale da 1.000 kV, composto da un tratto di linea, relativi trasformatori e le relative apparecchiature isolate in gas.[10]
- In Italia nel 1999, il decreto Bersani, nel recepimento della direttiva comunitaria 96/92/CE del Parlamento e del Consiglio Europeo del 19 dicembre 1996, ha introdotto la liberalizzazione del settore elettrico. Gli effetti di questo decreto furono quelli di aprire un mercato elettrico che fin dalla nazionalizzazione del 1962 era di fatto monopolistico (i.e. con il solo operatore nazionale l'Enel che poteva produrre e vendere energia elettrica agli utenti) ad altri operatori che diventano così concorrenti. Per favorire la liberalizzazione, ENEL è stata costretta a cedere la gestione della rete di trasporto dell'energia elettrica (Terna) e successivamente anche la proprietà, a vendere ai suoi concorrenti centrali di produzione per 15.000 MW (una potenza pari a quella del Belgio), la rete di distribuzione con i relativi contratti di fornitura agli utenti nelle principali città (Roma, Milano, Torino, Verona, Brescia, Trento, Modena ecc.) alle ex municipalizzate.
- Il 31 maggio 1999 nasce in seno all'Enel la società Terna, dedicata al settore della trasmissione, che al 2011 (dato Terna), possedeva 63.578 km di linee, 431 stazioni elettriche di trasformazione e smistamento e 22 linee di interconnessioni con l'estero.
- Con la liberalizzazione dell'Energia elettrica nei primi anni 2000 in Italia si è assistiti alla nascita di molte aziende che si occupano ancora attualmente della distribuzione dell'energia elettrica. La maggior parte di queste distribuisce energia per conto di Enel o di altre aziende che sono comunque leader del settore. Le principali aziende che si occupano attualmente di questo processo sono Arcobaleno Consorzio Stabile, Consorzio Stabile Golden Lucano.

## Descrizione
Lo scopo è quello di portare l'energia dalle centrali elettriche di produzione fino ai luoghi di utilizzo, città e zone industriali, che possono essere distanti decine o centinaia di chilometri. La posizione geografica delle centrali è infatti vincolante nel caso di impianti idroelettrici, geotermici o eolici. A seconda del tipo di centrale vi sono problemi di convenienza economica per l'approvvigionamento di combustibile, approvvigionamento di acqua per il raffreddamento, esigenze di sicurezza, inquinamento, valutazione di impatto ambientale, ecc.
La rete di trasmissione ha anche la funzione di interconnettere i centri di produzione non solo nazionali, ma anche transnazionali al fine di ottimizzare la produzione secondo le necessità di utilizzazione (dispacciamento). Il consumo energetico non è infatti costante, ma varia nel tempo calando notevolmente durante le ore notturne; mentre però alcune centrali possono essere portate a regimi di produzione inferiori (es. le centrali idroelettriche), per altre questo non è possibile. Grazie alla rete di trasmissione è possibile quindi riallocare le risorse riducendo gli sprechi energetici. Tipicamente il controllo della produzione e della trasmissione si ottiene attraverso una rete completamente magliata ad alta tensione che collega tutte le centrali elettriche di produzione (con esclusione di quelle di autoproduzione presenti invece agli estremi della rete di distribuzione) in modo tale da ridurre gli effetti generalizzati di un guasto su una centrale grazie all'automatizzazione delle rete stessa.
Alcuni impianti idroelettrici riescono ad essere reversibili cioè possono sollevare acqua dal bacino inferiore a quello superiore durante la notte per accumulare energia prodotta da altre centrali ricevuta attraverso la rete, permettendo anche un certo vantaggio economico visto che di notte l'energia costa meno (in virtù della minore richiesta) e può quindi anche essere acquistata dall'estero.

### Immissione in rete
Nelle centrali elettriche l'energia è prodotta in media tensione, fino a 25 kV. Per immettere l'energia nella rete di trasmissione si usano trasformatori elevatori. È necessario inoltre sincronizzare e mettere in fase la rotazione degli alternatori prima di connetterli alla rete.

### Prelievo
L'energia viene prelevata dalla rete in apposite sottostazioni ricevitrici, dove i trasformatori riducono la tensione ai valori compatibili con la rete di distribuzione o di sotto-trasmissione locale.

### Perdite

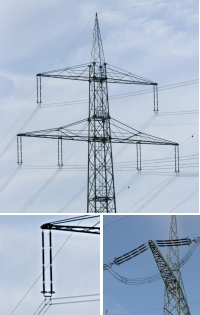
Un traliccio con evidenziati in dettaglio gli isolatori di sospensione della corda.

La convenienza del trasporto dell'energia elettrica aumenta con l'aumentare della tensione.
La perdita di energia in un elettrodotto è dovuta principalmente all'effetto Joule, per il quale la corrente elettrica che scorre nei cavi produce calore.
Poiché la potenza trasferita dalla linea è uguale al prodotto di tensione per corrente, si intuisce che, a parità di potenza, è sufficiente aumentare la tensione per ridurre la corrente e quindi le perdite.
L'uso di tensioni elevate presenta dei limiti, dovuti principalmente al problema dell'isolamento.
L'aria (secca) infatti ha una rigidità dielettrica di circa 30 000 volt per ogni centimetro, oltre la quale si innesca una scarica elettrica che oltre a disperdere energia danneggia conduttori ed isolanti. Nelle linee a centinaia di kilovolt la lunghezza degli elementi isolanti che sostengono le corde e tutte le distanze corda-corda e corda-traliccio sono nell'ordine dei metri.
Quando la tensione supera il milione di volt subentrano altri fenomeni negativi, come la formazione di scariche conduttore-aria e l'effetto corona, per cui i fili emettono una caratteristica luminescenza e disperdono energia. Tensioni elevate rendono problematica anche la realizzazione di trasformatori e interruttori.

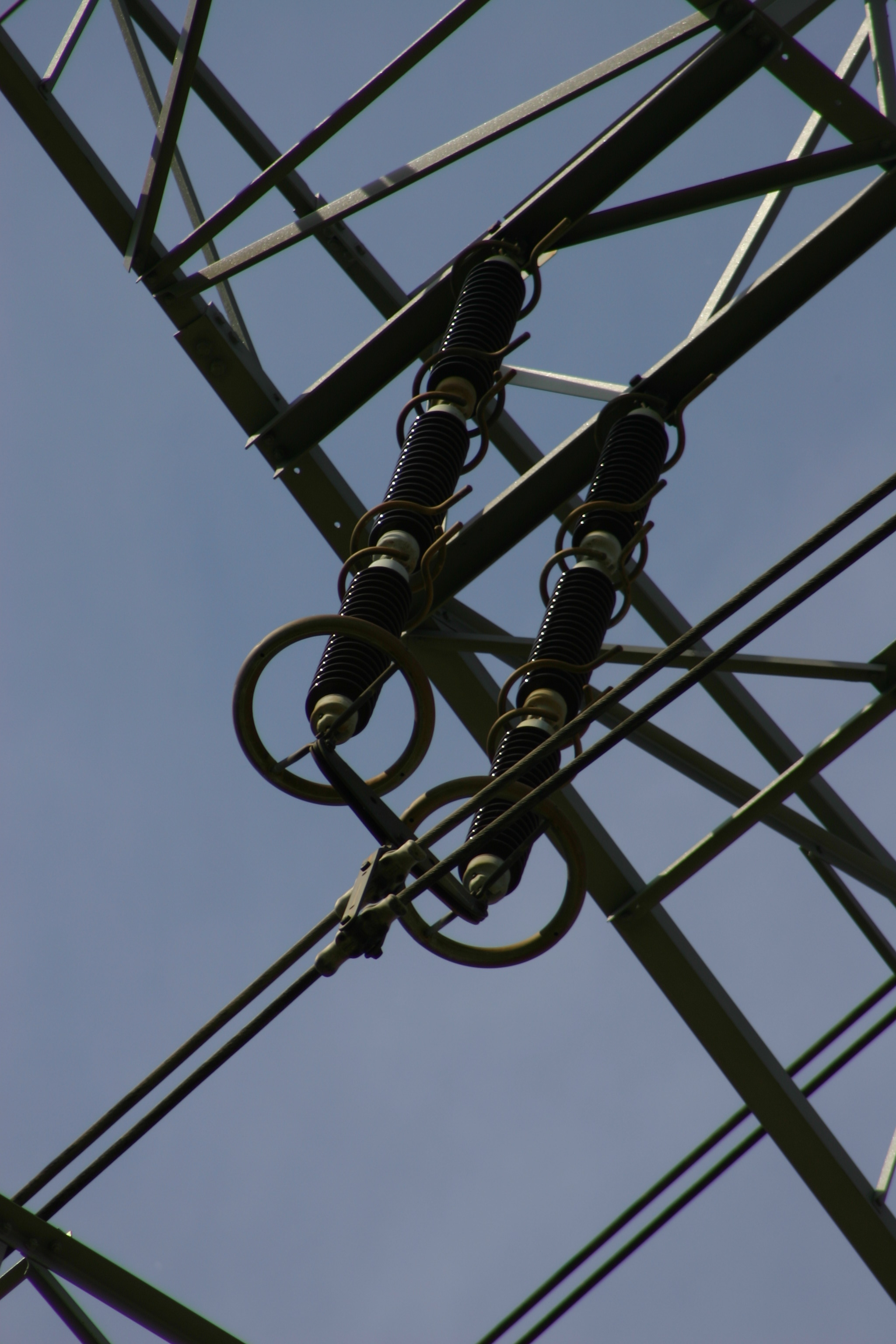
Dettaglio di un isolatore

In caso di pioggia l'acqua che si deposita sulla superficie degli isolanti rappresenta un percorso a bassa impedenza per la corrente. Per questo gli isolanti sono costituiti da una serie di piatti con la parte concava rivolta verso il basso, in modo che ciascun elemento rimanga parzialmente asciutto.
Nei sistemi in corrente alternata diventano rilevanti la capacità e l'induttanza. Questi fenomeni sono causa di formazione di potenza reattiva (vedi fattore di potenza) che non contribuisce a fornire energia al carico utilizzatore ma produce un flusso di corrente supplementare e quindi ulteriori perdite per effetto Joule.
Nella rete vengono introdotti sistemi automatici di compensazione della potenza reattiva come condensatori o speciali trasformatori che contribuiscono inoltre a stabilizzare la tensione.
La rete italiana, ha disperso - secondo TERNA - circa il 6,2% dell'energia elettrica richiesta nel 2007, il 6% nel 2008 e nel 2016
Secondo la IEA (dati 2007), tale valore è invece del 6.35%, contro il 5.6-5.7 di Germania, Spagna, Austria, il 4.9 del Belgio, il 7.4 della Francia, il 12,6% della Polonia ed il 19% dell'Estonia. In media nell'Europa a 27 (compresi quindi i paesi ex-sovietici) la dispersione è di circa 6.7%.

### Corrente continua
Sebbene le linee di trasmissione operino prevalentemente in corrente alternata allo scopo di permettere l'impiego di trasformatori statici, esistono particolari casi in cui viene adottata la corrente continua. I sistemi HVDC (High Voltage Direct Current) sono usati per interconnettere tra loro reti con differente frequenza (asincrone). Per trasmissioni su lunghe distanze, in particolare dove non sia possibile introdurre elementi di compensazione, può essere più conveniente l'impiego di corrente continua al posto dell'alternata, poiché si eliminano le perdite dovute allo sfasamento e per perdita capacitiva. È il caso dei lunghi cavi sottomarini e delle linee interrate per il trasporto di altissima tensione. È necessario però che alle due estremità della linea siano installati dei convertitori in grado di interconnettere la linea HVDC con la rete ordinaria. La corrente continua è largamente usata nella trazione ferroviaria italiana, dove sono impiegate linee di trasmissione specifiche alimentate da stazioni di conversione.

### Linee di comunicazione
Le linee di trasmissione possono essere utilizzate per le telecomunicazioni. Le società di gestione delle reti hanno necessità di mettere in comunicazione tutti i punti nodali per coordinare le operazioni e per monitorare il funzionamento degli impianti. La trasmissione dei dati può sovrapporsi alle linee elettriche con segnali in onde corte, oppure possono essere utilizzate fibre ottiche libere o integrate nel conduttore di protezione (detto fune di guardia). In Italia, tra i soci cofondatori della Wind figura l'Enel, che ha messo a disposizione la propria rete di telecomunicazione e il proprio know-how.

## Primati
- Elettrodotto in corrente alternata con il valore di tensione nominale più elevato: linea Ekibastuz-Kokshetau a 1150 kV in Kazakistan;
- Elettrodotto in corrente continua con il valore di tensione nominale più elevato: linea HVDC Itaipu a 600 kV a San Paolo Brasile;
- Piloni più alti: 346,5 metri per superare il fiume Yangtze in Cina;
- Linea terrestre più lunga: Inga-Shaba in Zaire (1700 km);
- Cavi sottomarini più lunghi: NorNed tra Norvegia e Paesi Bassi (580 km), SAPEI tra Sardegna e Penisola Italiana (420 km), Basslink tra Australia e Tasmania (in costruzione, 290 km sottomarini, 357,4 km totali), Baltic-Cable tra Germania e Svezia (249 km sottomarini, 261 km totali);
- Cavo sottomarino più profondo: SAPEI tra Sardegna e Penisola Italiana (oltre 1600 m).